# Sidi Akkacha
Sidi Akkacha est une commune de la wilaya de Chlef en Algérie, située à 45 km au nord de Chlef, sur la route de Ténés et sur l'oued Allala, dans une plaine au cœur de la Dahra, anciennement appelée Montenotte, avec une population d'environ 27 000 habitants.

## Toponymie
Peut être du tamazight akka passage étroit entre montagnes.

## Géographie

### Situation
Elle était une ancienne commune d'Alger.

### Transports
La commune est desservie par un réseau de bus et de taxis

## Personnalités
C'est la ville natale de Noureddine Morceli, champion du monde et champion olympique sur 1500 m (Atlanta, 1996).

## Sources, notes et références
1. ↑  « Wilaya de Chlef : répartition de la population résidente des ménages ordinaires et collectifs, selon la commune de résidence et la dispersion ». Données du recensement général de la population et de l'habitat de 2008 sur le site de l'ONS.